# مک‌دانل داگلاس دی‌سی-۱۰
مک‌دانل داگلاس دی‌سی-۱۰ (به انگلیسی: McDonnell Douglas DC-10) یک هواپیمای پهن‌پیکر سه موتوره است که دو موتور آن در زیر بال‌ها و موتور سوم در قاعدهٔ دم آن قرار دارد و می‌تواند مسافت‌های متوسط تا طولانی را پرواز نماید. موتور مورد استفاده در ورژن 30- آن cf6-50 میباشد.
شرکت مک‌دانل داگلاس این هواپیما را برای انجام پروازهای طولاني طراحي نمود و آن را جانشین دیگر هواپیمای خود یعنی دی‌سی-۸ نمود. رقیب دی‌سی-۱۰ در این زمینه، ال-۱۰۱۱ ترای‌استار شرکت لاکهید بود که از نظر ظاهری نیز به آن شباهت داشت.
تولید دی‌سی-۱۰ در سال ۱۹۸۹ به پایان رسید و مک‌دانل داگلاس تا آن زمان تعداد ۳۸۶ فروند از این هواپیما را به شرکت‌های هواپیمایی و ۶۰ فروند آن را به عنوان تانکر سوخت‌رسان هوا به هوا به نیروی هوایی آمریکا تحویل داده بود. جانشین دی‌سی-۱۰، مک‌دانل داگلاس ام‌دی-۱۱ بود که در ۱۹۹۰ وارد سرویس شد.
این تیپ از این هواپیما بدلیل سوانح معروفش در عموم مردم شهرت دارد.